# 邪惡勿語
《邪惡勿語》（英語：Speak No Evil）是一部2024年美國心理恐怖驚悚片，翻拍自2022年丹麥電影《說不出的邪惡》。電影由詹姆斯·瓦特金斯編導，布倫屋製片公司製作，詹姆斯·麥艾維、麥坎西·黛維斯、艾琳·佛朗西絲、艾力克斯·威斯特·萊弗勒（Alix West Lefler）、丹·霍夫（Dan Hough）和史考特·麥奈利主演；講述一家人受邀至鄉村別墅度過週末，但他們的夢想假期很快將變成一場心理噩夢。
《邪惡勿語》由環球影業定檔2024年9月13日在美國院線上映。

## 演員
- 詹姆斯·麥艾維飾演帕迪（Paddy）[6]
- 麥坎西·黛維斯飾演露薏絲·道爾頓（Louise Dalton）[7]
- 艾琳·佛朗西絲（英语：Aisling Franciosi）飾演希亞拉（Ciara）
- 艾力克斯·威斯特·萊弗勒（Alix West Lefler）飾演艾格妮絲·道爾頓（Agnes Dalton）[7]
- 丹·霍夫（Dan Hough）飾演安特（Ant）[8]
- 史考特·麥奈利飾演班·道爾頓（Ben Dalton）[7]

## 製作
《邪惡勿語》翻拍自2022年丹麥電影《說不出的邪惡》。詹姆斯·瓦特金斯受雇為布倫屋製片公司編導本片。2023年4月，詹姆斯·麥艾維和麥坎西·黛維斯據報將出演電影。隔月，史考特·麥奈利加入了演出陣容。
本片5月在克羅埃西亞和英國格洛斯特進行主要拍攝，定於7月結束，但受到2023年美國演員工會大罷工影響而導致拍攝在殺青前五天暫停。11月中旬，劇組在英國復工。

## 發行
《邪惡勿語》由環球影業定檔2024年9月13日在美國院線上映；原定的上映日為8月9日。2024年9月9日，本片於紐約市的DGA劇院首映。

## 外部連結
- 官方网站
- 互联网电影数据库（IMDb）上《邪惡勿語》的资料（英文）